# Programa PILUM
PILUM es un programa gubernamental español cuyo objetivo es el desarrollo de un microlanzador de nanosatélites, disparado desde un avión de combate del tipo EF-18 o Eurofighter 2000, que debe ser capaz de alojar nanosatélites de hasta 10 o 20 kg y colocarlos en órbitas bajas. También se contempla la opción de lanzar cargas mayores con una versión del mismo tipo trimarán. El acrónimo PILUM proviene del nombre original del programa Proyecto de Investigación de tecnologías para Lanzador, Ubicado en plataforma aérea, de Micro y nano satélites.

## Diseño
El lanzador estaría formado por 3 etapas con motores cohete de combustible sólido, con una longitud total de 5,5 metros, un diámetro máximo de 0,65 metros y un peso total al lanzamiento de 1500 kg. El control de la primera etapa se realizará mediante control aerodinámico con 3 aletas. El control de la segunda y tercera etapas se realizará mediante control vectorial de empuje para guiñada y cabeceo, y propulsores de gas frío para el alabeo.
El primer lanzamiento está previsto desde un EF-18 en vuelo horizontal a una altitud de 10 km y una velocidad de Mach 0,8.
Permitirá establecer comunicaciones inmediatas y seguras sobre un determinado teatro de operaciones en un área que no disponga de las adecuadas infraestructuras terrestres, como pueden ser aquellas afectadas por catástrofes naturales.
Pilum es un proyecto liderado por el Instituto Nacional de Técnica Aeroespacial (INTA), gestionado por la Subdirección General de Sistemas Terrestres (SDGSISTTER), junto con un consorcio industrial español, con la participación de empresas como Escribano M&E (integrador principal), Nammo (propulsión), SENER y Skylife Engineering, que se encuentra en sus primeras etapas y se han realizado diferentes estudios de viabilidad contratados por la Agencia Espacial Europea (ESA).

## Desarrollo
En 2019 se encontraba en fase de búsqueda de financiación.
Entre 2020 y 2021 se han fabricado una maqueta a escala real y se comenzaron a diseñar y probar diferentes subsistemas en tierra y en vuelo real, así como realizar simulaciones.

## Lanzamientos
Tiene previsto realizar su primer lanzamiento en 2021.